# Alcmeone (re)
Alcmeone di Atene (in greco antico: Ἀλκμαίων?, Alkmàion; Atene, ... – 753 a.C.) è stato un politico ateniese vissuto nell'VIII secolo a.C..
Alcmeone è stato l'ultimo arconte perpetuo di Atene, membro della storica famiglia degli Alcmeonidi.
Nel 753 a.C. fu succeduto dal fratello Carope, il primo arconte di Atene con un incarico della durata limitata di dieci anni.